# 硫酸铝铯
硫酸铝铯是一种无机化合物，化学式为CsAl(SO4)2。它易溶于热水，其溶解度随着温度降低而迅速降低。其水合物晶体中，Cs+和Al3+均连有配位水。

## 制备
硫酸铝铯可由硫酸铝和硫酸铯在溶液中共结晶得到：
{\displaystyle {\mathsf {Cs_{2}SO_{4}+Al_{2}(SO_{4})_{3}+24H_{2}O\ {\xrightarrow {\ }}\ 2CsAl(SO_{4})_{2}\cdot 12H_{2}O}}}